# Batalha de Bolia
A batalha de Bolia foi travada em algum momento durante os anos 460, mais provavelmente em 469/470, próximo ao rio Bolia (atual rio Ipeľ, na Hungria) entre os ostrogodos do rei Teodomiro (r. 465–474/475) e seu irmão Videmiro e uma coalizão de tribos germano-sármatas liderada pelos reis Hunimundo, Alarico, Edecão, Onulfo, Babas e Beuca. Fruto de uma invasão punitiva da coalizão bárbara, ela representaria, segundo o historiador bizantino Jordanes, uma importante vitória ostrogótica, embora esse relato seja questionado pela historiografia.

## Batalha
No rescaldo da invasão escira fracassada ao Reino Ostrogótico da Panônia realizada em 465, os reis Hunimundo, Alarico, Edecão, Onulfo, Babas e Beuca organizaram-se para realizar uma invasão punitiva. Apesar de caráter, ela também tornar-se-ia um conflito pelo qual os ostrogodos poderiam vingar Valamiro (r. 447–465), que fora morto durante a invasão escira. O imperador bizantino Leão I, o Trácio (r. 457–474), apesar dos conselhos de seu general Áspar, apoiou a coalizão anti-ostrogótica enviando tropas para o combate.
Segundo descrição de Jordanes "[...] as tropas góticas eram tão poderosas que a planície circundante foi encharcada com o sangue dos inimigos caídos de modo que parecia um mar carmesim. Armaduras e corpos, empilhados como colinas, cobriam a planície por mais de dez milhas. Quando os godos viram isso, eles se alegraram com alegria indizível, pois por esta grande chacina de seus inimigos eles vingaram o sangue de Valamiro, rei deles, e o prejuízo feito a eles."

## Rescaldo

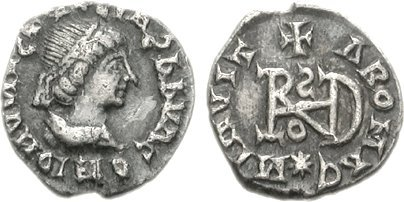
Síliqua de r.

Segundo relatado na Gética, com esta vitória os ostrogodos foram capazes de estabelecer-se mais predominantemente no curso médio do rio Danúbio, ao mesmo tempo que organizaram expedição contra os suevos e seus aliados alamanos. Apesar de plenamente estabelecidos na região, os ostrogodos ainda careciam de um fornecimento estável de recursos, o que teria motivado-os a atacar simultaneamente as duas partes do Império Romano: Videmiro invadiu a Itália do imperador Glicério (r. 473–474), enquanto o próprio Teodomiro e seu filho Teodorico, o Amal (r. 474–526) atacariam as províncias do Império Bizantino, conseguindo com isso adquirir concessões territoriais na Macedônia.
Apesar do relato de Jordanes, Hyun Jin Kim alega ser provável que os ostrogodos perderam o conflito com as tribos vizinhas, uma vez que se verifica pelos anos seguintes que os povos derrotados estavam controlando os antigos domínios ostrogóticos da região: os rúgios dominaram Nórico, e os gépidas, esciros e hérulos a Panônia. Além disso, de acordo com ele, não haveria motivo para Teodomiro partir à Macedônia separadamente de seu irmão Videmiro, que fora enviado contra a Itália, caso tivessem sido vitoriosos.